# Mount Stirling

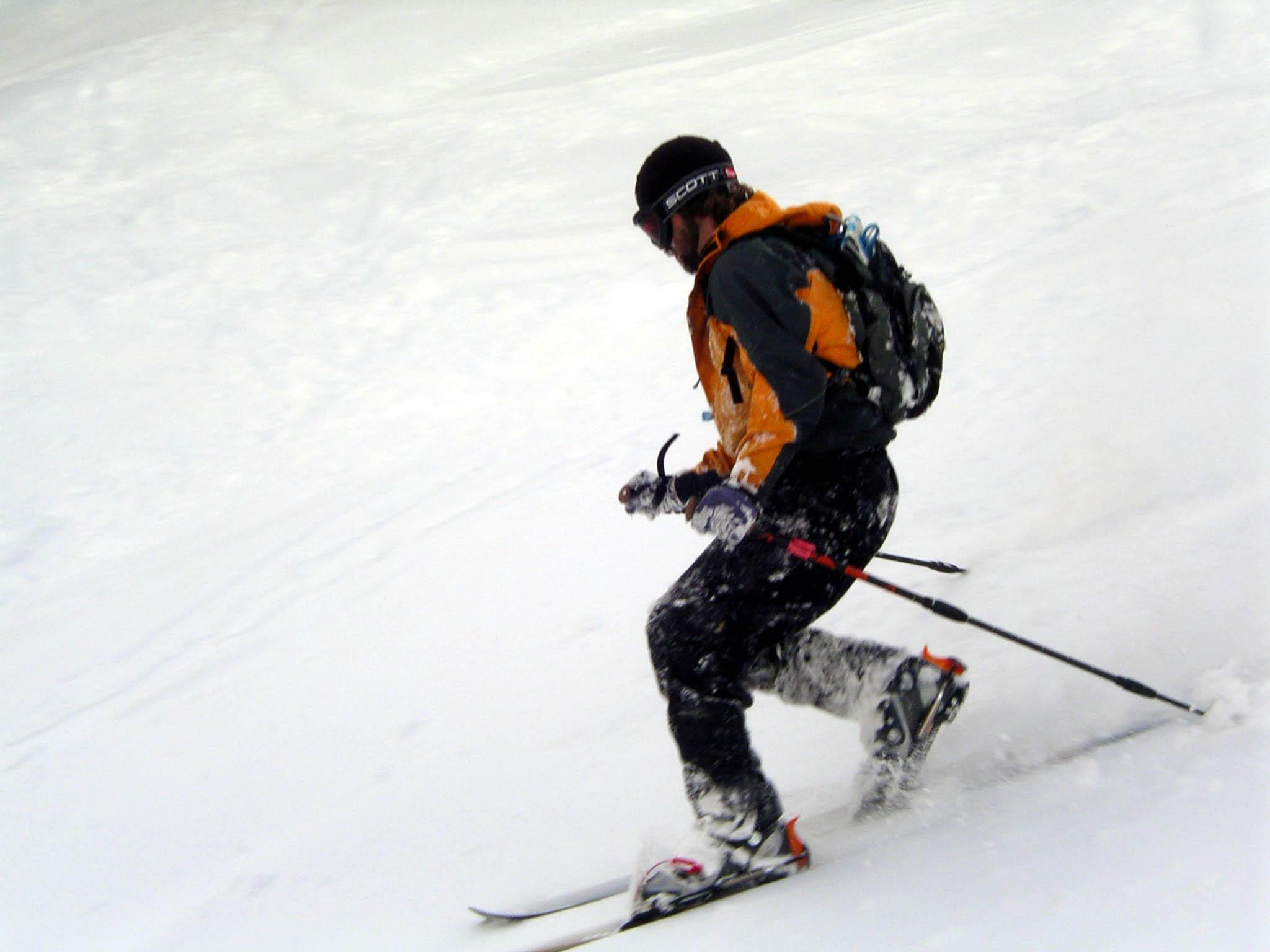
Telemark-Skifahrer am Mount Stirling

Der Mount Stirling ist ein Berg im Osten des australischen Bundesstaates Victoria. Es ist Teil der Great Dividing Range und liegt etwa 130 km nordöstlich des Stadtzentrums von Melbourne in der Nähe des Skigebietes von Mount Buller.
Mount Stirling ist ein beliebtes Skigebiet für Skilangläufer und Snowboarder und bietet besonders Anfängern gute Sportmöglichkeiten.
Der Mount Stirling Alpine Resort ist gemeindefreies Gebiet, umgeben von der Local Government Area Mansfield Shire.
Am Mount Stirling entspringt der Delatite River und fließt nach Westen. Um den Berg herum führt die Stirling Circuit Road, die auch als Zufahrt für Berge weiter in den Victorianischen Alpen dient. Im Winter ist diese Straße an der Telephone Box Junction geschlossen. Von diesem Punkt aus kann man auf Tourenskiern den Berggipfel erreichen, wenn die Schneeverhältnisse dafür ausreichen.
Der Mount Stirling bietet Aussicht auf den nahegelegenen Mount Buller und die Corona der höheren Berge im Osten vom Mount Cobbler (1.628 m) über den Mount Speculation und die Croos cut Saw zum Mount Howitt (1.742 m). Dort wendet sich die Bergkette nach Westen und endet mit The Bluff, einem geneigten Plateau, das an seiner Nordseite jäh abstürzt.
Auf den unteren Hänge des Berges dominieren Alpine Ash-Wälder  (Eucalyptus delegatensis), die ab 1.400 m Höhe in Schnee-Eukalyptus-Waldland übergehen. Ein kleiner Teil der Gipfelregion liegt oberhalb der Baumgrenze.

## Hütten
Im Gebiet um den Mount Stirling gibt es eine Reihe von Berghütten, die als Notunterkunft für Besucher der Gegend dienen.
- Die Bluff Spur Hut ist eine Schutzhütte nahe dem Gipfel, die zu Ehren einiger Skifahrer errichtet wurde, die an diesem Berg an Unterkühlung starben.
- Das Kingsaddle Shelter ist ein offener Unterstand inmitten riesiger Alpine-Ash-Bäume.
- Die Howqua Gap Hut diente ursprünglich als Unterkunft für die Holzfäller und wurde rund um den Berg immer wieder umgesetzt. Schließlich ließ man sie am Beginn des ‘’Howqua Gap Trails’’ stehen.
- Die Geelong Grammar School Hut auf der dem Bluff Spur gegenüberliegenden Seite des Berges gehört der ‘’Geelong Grammer School’’ und dient Studenten des ‘’Timbertop Campus’’ als Unterstand für Skitouren.
- Die Craig's Hut in den Clear Hills, die als Set für den 1982 gedrehten Film Snowy River (The Man from Snowy River, Regie: George Trumbull Miller) errichtet wurde, wurde am 11. Dezember 2006 durch einen Waldbrand zerstört,[1] zwischenzeitlich aber wieder aufgebaut.[2]
- Die Mount No 3 Refuge Hut wurde 2007 wiederaufgebaut.
- Die Bus Hut liegt an der ‘’Mount Number 3 Road’’.

## Winter
Im Winter ist die Gegend ein überwachtes Wintersportgebiet für Skilangläufer und Skitourengeher.
Karten der Loipen und Aufstiege sind am Einfahrtstor erhältlich.

## Sommer
Im Sommer ist die Gegend bei Geländefahrern und Wanderern beliebt. Der Wanderweg von der Ringstraße aus führt in zwei Stunden zum Gipfel und wird von Tagesausflüglern und Übernachtungsgästen genutzt.
Wenn es nicht gerade schneit oder Waldbrandgefahr besteht, wird das Gebiet von verschiedenen Schülergruppen genutzt.